# 毛尔通福
毛尔通福，是匈牙利巴兰尼亚州所辖的一个村。总面积5.69平方公里，总人口203，人口密度35.7人/平方公里（2011年1月1日）。